# Mallinella okinawaensis
Mallinella okinawaensis là một loài nhện trong họ Zodariidae.
Loài này thuộc chi Mallinella. Mallinella okinawaensis được Tanikawa miêu tả năm 2005.